# Kvinnohuset (byggnad)
| Från Fleminggatan |  | Trapphuset |
| Från Fleminggatan |  | Trapphuset |

Kvinnohuset (även kallat Kvinnohemmet) är en byggnad vid Welanders väg 12, i Stadshagen på Kungsholmen, Stockholm. Huset är uppfört efter ritningar av arkitekt Carl Melin och invigdes 1947. Med sina 14 våningar har det blivit ett välkänt inslag i Kungsholmens stadsbild.
Byggnaden uppfördes åren 1944–1947 ursprungligen som ett kollektivhus för kvinnor. Bakom projektet, med dess 106 lägenheter, stod Anna Johansson-Visborg, vilken 1942 bildat en ekonomisk förening vari medlemmarna köpte andelar à hundra kronor i det planerade huset. Huset ritades av arkitekt Carl Melin som gestaltade fasaderna i gult tegel. Huset har ett monumentalt läge på en bergsknalle och utgör Fleminggatans västra fond. Det ägs än idag av Anna Johansson-Visborgs stiftelse.
Huset är förknippat med Ulla Isakssons roman Kvinnohuset (1952). När Isaksson skrev romanen var huset fortfarande under byggnad, och författaren valde att inte besöka huset eftersom hon inte ville låta sig påverkas. I 1953 års filmatisering av boken förekommer huset som kuliss. 